# Theodore Matthieu Ketelaar
Theodore Matthieu (Theo) Ketelaar (Amsterdam, 6 mei 1864 – Amsterdam, 27 juni 1936) was een Nederlandse politicus.
Ketelaar was een vooraanstaand Amsterdams Tweede Kamerlid. Hij werd in 1897 voor de Radicale Bond gekozen. In de VDB-fractie, waarvan hij sinds 1901 deel uitmaakte was hij de onderwijsspecialist en verder onder meer financieel woordvoerder. Hij was zelf werkzaam geweest in het onderwijs en jarenlang voorzitter van de Bond van Nederlandse Onderwijzers. Hij was een groot voorstander van openbaar onderwijs en zeer begaan met het lot van kinderen. Naast Kamerlid was hij ook gedeputeerde van de provincie Noord-Holland en enige tijd wethouder van onderwijs in de gemeente Amsterdam.
In 1907 behoorde Ketelaar tot de minderheid van zijn fractie die tegen de begroting van het Ministerie van Oorlog stemde. Dit leidde tot de val van het Kabinet-De Meester. Ketelaar diende al in 1921 een initiatiefwet in die had moeten leiden tot de invoering van een pensioen. Dit voorstel werd door de Eerste Kamer met één stem verschil verworpen.
Ketelaar was een man met gevoel voor humor. SGP-leider Kersten diende ooit een amendement in bij de behandeling van de Bioscoopwet om filmvertoningen te verbieden. Het werd met algemene stemmen verworpen. Toen in de Kamer de vraag klonk "Waar is Kersten?" antwoordde Ketelaar: "Naar de bioscoop!" Hij bleef Kamerlid tot zijn dood in 1936.